# Život blahoslaveného Hroznaty

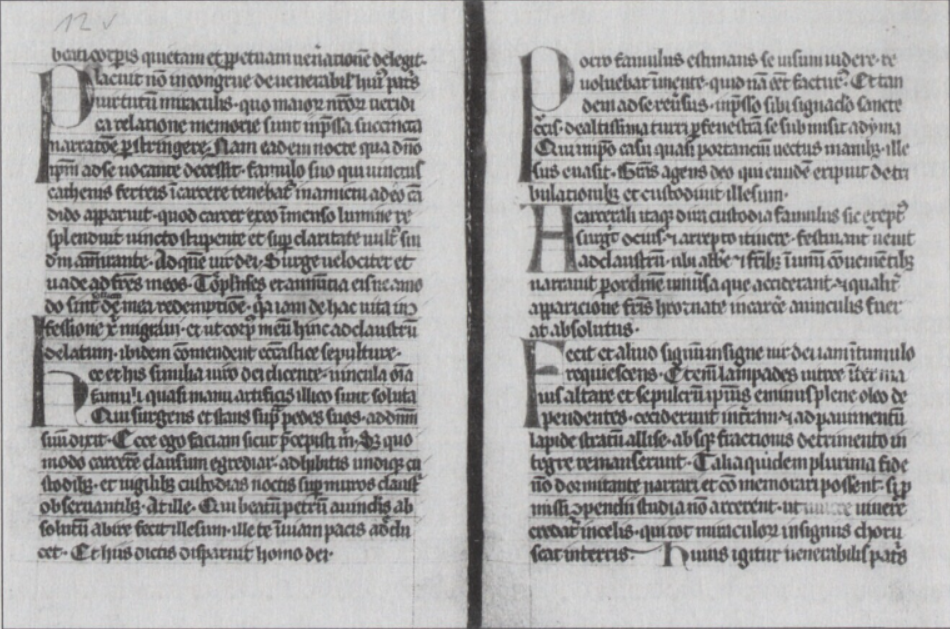
Tepelský rukopis Života blahoslaveného Hroznaty ze 13. století

Život blahoslaveného Hroznaty (latinsky Vita fratris Hroznatae) je latinsky psaná legenda o blahoslaveném Hroznatovi z Ovence vzniklá někdy v polovině 13. století.
Dříve Josef Emler datoval sepsání legendy do let 1258–1259. Jana Nechutová se domnívá, že legenda vznikla někdy v první polovině padesátých let 13. století. Petr Kubín se zase přiklání k názoru, že byla legenda sepsána asi čtyřicet let po smrti velmože Hroznaty (1257).
Původní legendu zpracoval jediný písař gotickým písmem na středověký pergamen. Autor zřejmě patřil mezi členy kanonie tepelského kláštera, což vyplývá ze závěrečného věnování tepelskému opatu Oldřichovi. Výzdoba textu je poměrně prostá, zahrnuje iniciály, iluminace ovšem nikoliv. Dílo je rozděleno do deseti kapitol. Legenda popisuje Hroznatův úmysl zúčastnit se třetí a čtvrté křížové výpravy, dále založení premonstrátských klášterů v Teplé a v Chotěšově na naléhání své sestry Vojslavy, následně jeho vstup do premonstrátského řádu a nakonec i Hroznatovu mučednickou smrt, přenesení jeho těla a zázraky. Spis je též doplněn o prvky kazatelského řečnictví a rytmizovaná zakončení vět cursus velox. Autor v úvodu legendy zároveň zdůraznil své přání, aby se Hroznata stal vzorem pro příkladný život řeholníkům. Chronologie textu (byť neuvádí letopočty) je rovněž nepřesná, poněvadž písař nebral ohled na diplomatické prameny.
Legendu poprvé vydal opat premonstrátského kláštera Louka Zikmund Kohel roku 1608, o její vydání se však zasloužil i Bohuslav Balbín v roce 1665. Kritické vydání později zhotovil až Josef Emler roku 1873.